# 司馬超 (齊王)
司馬超（3世纪—311年），西晋宗室，司马昭曾孙，齐王司马攸之孙，齐武闵王司马冏之子。
永宁元年（301年）十二月，司馬超出继司马允，袭封淮南王，太安元年（302年）十二月因司马冏败亡，与弟弟司馬冰、济阳王司馬英被囚于金墉。后来司马超、司马冰、司马英被赦免还第，封司马超为乐平县王，以奉司马冏之祀。翌年四月，复封齐王，官至员外散骑常侍。永嘉五年（311年）六月刘聪破洛阳，齐王司馬超与王衍、襄阳王司馬范、任城王司馬济、西河王司馬喜、梁王司馬禧、吏部尚书刘望、豫州刺史刘乔、太傅长史庾敳死于石勒之手。
| 前任： 司馬允   | 晋朝淮南王 301年－302年 | 繼任： 司馬祥   |
| 前任： 司馬延祚 | 晋朝乐平王 302年－303年 | 繼任： 国除     |
| 前任： 司馬照   | 晋朝齐王 303年－311年   | 繼任： 司马柔之 |